# دیونگزوو

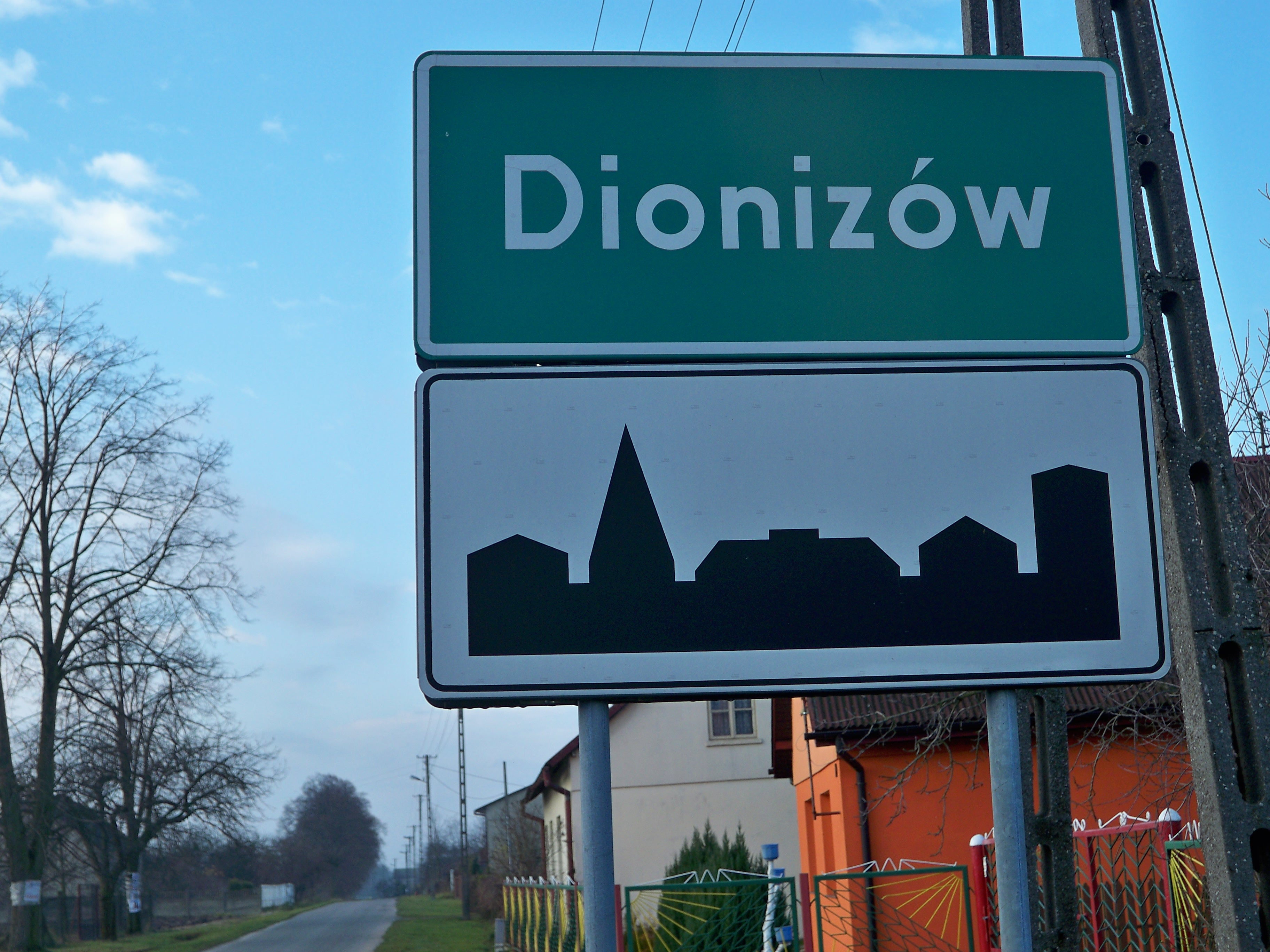
به سمت دیونگزوو

دیونگزوو (به لهستانی:  Dionizów) یک روستا در لهستان است که در گمینا زدونگسکا وولا واقه سمت ع شده‌است. دیونگزوو ۷۹ نفر جمعیت دارد.